# Церар, Мирослав (политик)
Мирослав (Миро) Церар (младший) (словен. Miroslav Cerar; род. 25 августа 1963, Любляна, Югославия) — словенский политический деятель, премьер-министр Словении с 26 августа 2014 по 13 сентября 2018 года. С 13 сентября 2018 по 13 марта 2020 года занимал пост первого заместителя премьер-министра страны и одновременно министра иностранных дел Словении в кабинете Шареца во главе с премьер-министром Марьяном Шарецем. Председатель Партии современного центра со дня её основания, 2 июня 2014 по 3 марта 2020 года.

## Биография
Мирослав Церар-младший является профессором университета Любляны. Он является сыном гимнаста Мирослава Церара-старшего и юриста и политика, бывшего министра юстиции Словении Зденки Церар. Он участвовал в написании Конституции Республики Словении. Также признан одним из 12 самых влиятельных юристов Словении.

## Парламентские выборы 2014
В 2013 году Мирослав Церар-младший создал собственную Партию Миро Церара. Всего за полгода она набрала популярность и Мирослав Церар смог выиграть парламентские выборы. Он вскоре стал во главе правительства страны.

## Во главе страны
Весной 2018 года в стране разразился правительственный кризис. 14 марта 2018 года Верховный Суд Республики Словении вынес решение в отношении железнодорожного референдума, состоявшегося в 2017 году по строительство второго пути  из Копера в Дивачу. В своём решении суд аннулировал результаты и назначил новое голосование. Железнодорожное сообщение — самый масштабный проект в кабинета Церара.
Позднее в тот же день премьер Церар объявил, что он уйдёт в отставку с поста премьер-министра, на пресс-конференции по итогам заседания Кабинета Министров. Он объяснил, что он ушёл в отставку из-за плохих отношений внутри коалиции между социал-демократами (СД) и Демократической партии пенсионеров Словении (Дисус). На следующий день он послал заявление об отставке председателю Национального собрания. 
После отставки премьер-министра, новый кандидат может быть выдвинут президентом. Однако, Президент Борут Пахор заявил после встречи с Цераром, что он остаётся во главе правительства, но в стране приближаются парламентские выборы; на неделю ранее оговорённого срока. На прошедших выборах его партия потерпела сокрушительное поражение. Потеряв около двух третей депутатов; и финишировала на 3—4 месте.
В новой правительственной коалиции его партия приняла участие, он являлся первым заместителем премьер-министра Словении и министром иностранных дел.